# Hodně štěstí, Charlie (1. řada)
První řada seriálu Hodně štěstí, Charlie se na americkém Disney Channel vysílala od 4. dubna 2010 do 30. ledna 2011. Na českém Disney Channel od 5. června 2010 až do 14. června 2011. Seriál sleduje Teddy Duncanovou (Bridgit Mendler), která pro svou mladší sestru Charlie (Mia Talerico) natáčí videodeník o své rodině. Videodeníky mají pomoci Charlie vyrůst v jejich rodině.
První řada má celkem 26 dílů. Bridgit Mendler, Jason Dolley, Bradley Steven Perry, Mia Talerico, Leigh-Allyn Baker a Eric Allan Kramer účinkovali ve všech dílech.

## Produkce
Pilotní díl byl natočena 6. února 2009. Po schválení společnosti Disney Channel se v srpnu 2009 začala první řada natáčet. Dotočena byla v dubnu 2010. Dříve se seriál měl jmenovat Love, Teddy.

## Příběh
Seriál se soustředí na rodinu Duncanových, kteří se snaží přizpůsobit svému čtvrtému dítěti Charlotte „Charlie“ Duncanové (Mia Talerico). Když se rodiče Amy (Leigh-Allyn Baker), zdravotní sestra a Bob (Eric Allan Kramer), deratizátor vrací zpátky do práce, žádají své tři starší děti — PJ (Jason Dolley), Teddy (Bridgit Mendler) a Gabe (Bradley Steven Perry) — o pomoc při hlídání své malé sestry. Současně se Teddy, PJ a Gabe snaží vypořádat se školou a typickými problémy v jejich životě.
Události každého dílu se stávají materiálem pro video deník, který Teddy dělá pro svou mladší sestru. Teddy doufám, že videa budou mladší sestře poskytovat užitečné rady až vyroste a Teddy se odstěhuje z domu. Na konci vždy Teddy (a nebo kdokoliv jiný z obsazení) řekne „Hodně štěstí, Charlie“, nebo nějak jinak řečeno či myšleno jako přání hodně štěstí Charlie.

## Znělka
Znělka začíná pohledem na dům Duncanových, poté se rychlou animací přiblíží na zeď s obrazy, kde se s vtipnými scénkami v rámečcích jednotlivých hrdinů představují herci — Bridgit Mendler, Leigh-Allyn Baker, Bradley Steven Perry, Mia Talerico, Eric Allan Kramer a Jason Dolley. Záběry pochází z první řady. Znělka končí oddálením od zdi na záběr celé rodiny Duncanových, kde následuje animace fotoaparátu a následného zarámování fotografie s názvem Hodně štěstí, Charlie. Tvůrci Phil Baker a Drew Vaupen se ukáží uvolněním pravého rohu obrazu.

## Díly
- Tato řada má celkem 26 dílů.
- Pilotní díl byla natočena 6. února 2009.
- První řada byla natáčena v období srpna 2009 až do dubna 2010.

| Č. v seriálu | Č. v řadě | Originální název               | Český název                   | Režie            | Scénář                          | Premiéra v USA     | Premiéra v ČR     | Prod. kód |
| --- | --------- | ------------------------------ | ----------------------------- | ---------------- | ------------------------------- | ------------------ | ----------------- | --------- |
| 1 | 1         | Study Date                     | Rande                         | Shelley Jensen   | Phil Baker, Drew Vaupen         | 4. dubna 2010      | 5. června 2010    | 101       |
| Když se Amy Duncanová vrací do práce zdravotní sestry, žádá svou rodinu aby zůstali doma, no má obavy jestli se její manžel Bob dobře postará o jejich malou dceru Charlie. Bob jí ujišťuje, že bude vše v pořádku, no jejich dospívající dcera Teddy zruší kvůli Amy studijní schůzku v knihovně a přivádí jejího kluka Spencera k nim domů. Teddy se ho snaží rozptýlit a políbit, no ostatní příslušníči rodiny Duncanových je pořád vyrušují. Její starší bratr PJ se snaží nacvičovat písně s jeho nejlepším přítelem Emmettem a její mladší bratr Gabe má pocit, že na něj všichni zapomínají a tak jde do domu paní Dabneyové, jíst její jídlo. Mezitím Bob uklouzne a spadne ze schodů s Charlie v náručí, kterou chytí, no ošklivě při tom dopadne. Teddy se tak musí starat o Charlie, když veze PJ Boba do nemocnice. |           |                                |                               |                  |                                 |                    |                   |           |
| 2 | 2         | Baby Come Back                 | Záměna                        | Shelley Jensen   | Dan Staley                      | 11. dubna 2010     | 19. června 2010   | 102       |
| PJ vezme Charlie do parku, no náhodně vymění kočárky s dívkou jménem Emma, a domů přivede špatné dítě. Teddy, PJ a Gabe hledají Charlie všude, no nakonec se rozhodnou, že se musí přiznat Amy a Bobovi. Amy a Bob jdou na rande do mexické restaurace, aby si odpočinuli od Charlie, ale když Emma objeví v restauraci Boba a Amy, Duncanovi děti se tam vplíží a přehodí děti. |           |                                |                               |                  |                                 |                    |                   |           |
| 3 | 3         | The Curious Case of Mr. Dabney | Podivný případ paní Dabneyové | Eric Dean Seaton | Christopher Vane                | 18. dubna 2010     | 14. srpna 2010    | 106       |
| PJ a Gabe mají podezření, že jejich sousedka paní Dabneyová zabila jejího manžela, pana Dabneyho, a snaží se najít důkazy k tomu, aby to dokázali, zatímco hlídají Charlie. Mezitím, Teddy začne žárlit, na její nejlepší kamarádku Ivy, která se stala SMS kamarádkou s Amy, o které si Teddy myslí, že je trapná, a tak se rozhodne trávit čas s matkou Ivy, Mary Lou Wentzovou, která je ale nezajímavá a velmi nudná, a tak Teddy zjistí, že Amy není tak zlá, jak si původně myslela. Hostující hvězdy: Raven Goodvin jako Ivy Wentzová, Ellia English jako Mary Lou Wentzová |           |                                |                               |                  |                                 |                    |                   |           |
| 4 | 4         | Double Whammy                  | První krůčky                  | Eric Dean Seaton | Erika Kaestle, Patrick McCarthy | 25. dubna 2010     | 26. června 2010   | 104       |
| Amy přesvědčuje Teddy aby šla na konkurz na maskota školy, jelikož i ona ve věku Teddy ho dělala. Teddy se nechce stát maskotem a tak se snaží zkazit konkurz, no jak se později ukazuje, byla jediná, kdo se konkurzu účastnil a tak se i přes to maskotem stává. Když to zjišťuje Amy, je nadšená, no brzy zjišťuje, že Teddy maskotem nechce být. Rozhodne se tedy vzít kostým ona a jít na hru, no protihráči ze severní školy se rozhodnou Amy unést v domnění, že je to Teddy. Teddy teda musí na hru, jelikož Amy je unesena. Nakonec se ale Amy vysvobozuje a přichází Teddy na pomoc. Mezitím se PJ obává, že bude plešatý jako Bob. Později se domluví s Emmettem na dětském závodu s jeho synovcem Masonem proti Charlie. Mason je nejprve ve předu, no Charlie vyhraje závod poté, co se poprvé staví na nohy a udělá první kroky. Hostující hvězdy: Raven Goodvin jako Ivy Wentzová                                                                          |           |                                |                               |                  |                                 |                    |                   |           |
| 5 | 5         | Dance Off                      | Souboj na plese               | Eric Dean Seaton | Christopher Vane                | 2. května 2010     | 17. července 2010 | 108       |
| Ve škole Teddy se blíží taneční ples. Teddy zve Spencera a Ivy zve Emmetta, aby měli s Teddy odvoz na tancovačku. Teddy se snaží získat svůj první polibek od Spencera, ale Emmett, který má také rád Teddy se snaží rozptýlit Spencera, což vede k tanečnímu souboji mezi nimi dvěma. Nicméně, Teddy dostane její první polibek se Spencer nakonec stejně. Mezitím se Gabe snaží své rodiče rozhádat a přivést na třídní schůzky, protože lhal své učitelce a řekl jí, že nemohl dokončit své úkoly, protože jeho rodiče se pořád hádají. Nakonec vypouští třídní krysu, která se postará o rozruch ve třídě. Hostující hvězdy: Raven Goodvin jako Ivy Wentzová Poznámka: Tohle je jediný díl, kdy Teddy neřekne "Hodně štěstí Charlie" na konci videodeníčku. |           |                                |                               |                  |                                 |                    |                   |           |
| 6 | 6         | Charlie Did It!                | Za všechno může Charlie       | Adam Weissman    | Jim Gerkin                      | 9. května 2010     | 24. července 2010 | 107       |
| Když hlídá Teddy Gabea a Charlie, udělají obrovský nepořádek v kuchyni. Amy je naštvaná a Charlie a Gabe mají zakázáno používat jakoukoliv elektroniku pro zbytek dne. Mezitím jde Teddy do obchodu, Gabe a Charlie s ní. V obchodě s potravinami Charlie krade sluneční brýle. Hrubý majitel Hugo jí "zatkne". Teddy a Gabe jsou zoufalí a musí Charlie vysvobodit. Teddy se ujme Alici, zaměstnankyni obchodu s potravinami, která dostane padáka poté, co jim pomůže uniknout. PJ a Emmett se snaží vytvořit znělku pro deratizérské podnikání Boba. Hostující hvězdy: Larry Joe Campbell jako Hugo, Hayley Holmes jako Alice |           |                                |                               |                  |                                 |                    |                   |           |
| 7 | 7         | Butt Dialing Duncans           | Dárky za všechny prachy       | Bob Koherr       | Jim Gerkin                      | 16. května 2010    | 4. prosince 2010  | 118       |
| Bob dává Teddy a PJovi nové mobilní telefony. Teddy se snaží oklamat Amy, aby si myslela, že je podle ní "cool máma", a doufá, že z vděky jí povolí zúčastnit se půlnočního promítání Soumraku (parodie na Stmívání), ale když se náhodou na novém mobilu Teddy vytočí její matka, Teddy a Ivy se zrovna baví o tom, že celá ta věc je jenom bouda aby mámy obměkčili, Amy a matka Ivy se rozhodnou pomstít se jim, a to tím, že ztrapní Teddy a Ivy na premiéře. Nakonec se dívky omluví. Mezitím je PJ přiřazen dělat vědecký projekt s Van Brundemt, školním tyranem, ale PJ ho náhodně vytočí na telefonu, zrovna když ho pomlouvá. Gabe dostane nový vrtulník na dálkové ovládání a zároveň se snaží zbavit nového zpívajícího vycpaného koně Charlie, no nedaří se mu to. Hostující hvězdy: Raven Goodvin jako Ivy Wentzová, Ellia English jako Mary Lou Wentzová                                                                                                   |           |                                |                               |                  |                                 |                    |                   |           |
| 8 | 8         | Charlie is 1                   | První narozeniny              | Adam Weissman    | Andrew Orenstein                | 23. května 2010    | 1. ledna 2011     | 110       |
| Jsou tu Charlieiny první narozeniny a všem se vrací šílené vzpomínky na den, kdy se narodila, včetně Boba a PJ, kteří byli tehdy rybářského výjezdu, který vedl k medvědímu spánku ve jejich autě, takže byli nuceni ukrást manželům motocykly. Teddy a Ivy hráli divadelní hru, a Amy šla do nemocnice porodit dítě. Gabe byl doma sám, kvůli tomu, že jeho rodina na něj zapomněla, ale paní Dabneyová ho nalezla a vzala ho do nemocnice. Ke konci bláznivého den narození Charlieho, mají Duncanovi novou sestru a tak vzniká rodinný obrázek. Po Velkém příběhu dne kdy se Charlie narodila, přichází Zlý pes a Francis. Darují motocyklovou bundu pro Charlieho a Amy přijímá, že oni jsou nyní Charlieiny kmotři. Hostující hvězdy: Raven Goodvin jako Ivy Wentzová, Diane Delano a Darenn Suttles jako Zlý pes a Francis, motorkáři |           |                                |                               |                  |                                 |                    |                   |           |
| 9 | 9         | Up a Tree                      | Na stromě                     | Eric Dean Seaton | Erika Kaestle, Patrick McCarthy | 6. června 2010     | 31. července 2010 | 105       |
| Bob udělá dohodu s paní Dabneyovou, že když skácí jejich strom, který blokuje sluneční světlo na její zahradu, ona bude držet jejího štěkajícího psa v domě. Na tomto stromě si ale Teddy a PJ v dětství postavili domek na stromě, a tak si uvědomují, že má pro ně strom velikou hodnotu, což vede k tomu, že začnou protestovat proti jeho zničení, aby si mohla strom užít později i Charlie. Gabe a Amy se nakonec také přidávají ke stávce, no Bob chce aby pes paní Dabneyovej zmlknul, co se stane až strom skácí. Nakonec se ale i on přidává k rodině, no když jsou všichni na stromě, domeček neudrží takovou váhu a tak padá na zem. Když se paní Dabneyová přiznává, že pes není její a hlídala ho jen sousedovi, Duncanovi na ni spustí balónky s vodou. Na konci, Bobe, PJ a Gabe postaví nový dům na stromě. |           |                                |                               |                  |                                 |                    |                   |           |
| 10 | 10        | Take Mel Out to the Ball Game  | Staré křivdy                  | Eric Dean Seaton | Andrew Orenstein                | 13. června 2010    | 3. července 2010  | 103       |
| Teddy zjišťuje, že má prastrýce jménem Mel prostřednictvím svého otce, ale také se dozvídá, že už o něm víc nemá mluvit, takže s Ivy jde za strýčkem Melem zjistit, co se stalo. Poté, co se setkají se dozví, že miluje baseball. Mel přesvědčí Teddy aby ho propašovala z pečovatelského domu. Když jdou na baseballový zápas, Teddy zjistí, že strýc Mel miluje baseball až příliš moc, když způsobuje velký rozruch, a nakonec musí zakročit i policie. Poté, Teddy zve Mela k nim, aby ukončila jeho hádku s Bobem, a zároveň objevuje důvod, proč se navzájem nenáviděli. Vše protože když bylo Bobovi deset, Mel byl jeho trenér baseballu, a snažil se, aby byl Bob lepší hráč, no skončilo to ponížením Boba před všemi v týmu. Mezitím zvou PJ a Gabe domů fotografa, který jim nabídl 100 dolarů za focení Charlie jako dětskou modelku, a to vše za zády Amy, jelikož jim to zatrhla. Hostující hvězdy: Raven Goodvin jako Ivy Wentzová, Blake Clark jako Mel |           |                                |                               |                  |                                 |                    |                   |           |
| 11 | 11        | Boys Meets Girls               | Kluci a holky                 | Eric Dean Seaton | Phil Baker, Drew Vaupen         | 27. června 2010    | 21. srpna 2010    | 109       |
| Když potká PJ roztomilé děvče, Madison v jeho novém zaměstnání v Kwikki Chikki, Emmett je rozrušený, že dává PJ přednost své přítelkyni před ním. Shodou okolností, PJ a Amy zjistí, že Bob dobře zná matku Madison Katherine. Mezitím Teddy zjišťuje že je Gabe týraný ve škole dívkou jménem Jo. Později ale zjišťuje, že se Jo Gabe líbí, a bije ho proto, protože je to kus. Hostující hvězdy: Molly Burnett jako Madison, G. Hannelius jako Jo |           |                                |                               |                  |                                 |                    |                   |           |
| 12 | 12        | Kit and Kaboodle               | Mimino a Kastrol              | Bob Koherr       | Phil Baker, Drew Vaupen         | 11. července 2010  | 18. prosince 2010 | 111       |
| Gabe se zamiluje do dívky jménem Kit. Začne jí ale lhát a řekne jí, že je jedináček, a to jen proto, aby měli něco společné. Mezitím žádá paní Dabneyová Teddy aby jí pohlídala jejího kocoura Kastrola. Teddy ale začne mít podezření, že je nemocný, protože se jenom povaluje. PJ zatím používá Charlie pro vydělávání víc peněz. Vezme jí sebou do práce a vše začne říkat, že jsou v zlé situaci, protože jejich máma je v nemocnici, což je samozřejmě lež. Hostující hvězdy: Ryan Newman jako Kit |           |                                |                               |                  |                                 |                    |                   |           |
| 13 | 13        | Teddy's Little Helper          | Čtenářský deník               | Bob Koherr       | Michael Fitzpatrick             | 1. srpna 2010      | 25. prosince 2010 | 112       |
| Teddy se snaží obměkčit učitele angličtiny pana Dingwalla, který jí nemá rád, a to tím, že vezme Charlie na její prezentaci. Když ho ale Charlie poblinká, její plán jde z kopce. Mezitím má Gabe a jeho basketbalový tým za trenéra Boba. Když se jim ale pod vedením Amy podaří vyhrát, vystřídají ho, což se ale ukazuje jako chyba. PJ mezitím tráví příliš moc času s přáteli Amy. Hostující hvězdy: Patrick Bristow jako pan Dingwall |           |                                |                               |                  |                                 |                    |                   |           |
| 14 | 14        | Blankie Go Bye-Bye             | Výročí                        | Bob Koherr       | Jim Gerkin                      | 15. srpna 2010     | 28. ledna 2011    | 113       |
| Teddy dá omylem oblíbenou dečku Charlie na charitu a tak se rozhodne získat ji za každou cenu zpátky. Když jde ale k charitě, zůstává zamčená v zadní části náklaďáku s oblečením. Mezitím dá PJ na radu Teddy a uspořádá Amy a Bobovi oslavu výročí svatby jako překvapení. Bob, Amy a PJ jdou zatím do kina. Oslava je ale zničená Charlie, která vymkne PJe a zničí všechnu výzdobu. |           |                                |                               |                  |                                 |                    |                   |           |
| 15 | 15        | Charlie Goes Viral             | Internetová hvězda            | Eric Dean Seaton | Erika Kaestle, Patrick McCarthy | 29. srpna 2010     | 14. února 2011    | 114       |
| Poté, co PJ vytvoří vtipné video s Charlie a zavěsí ho na internet, se video stane okamžitě světovou senzací. Vzhledem k tomu, jak je video s Charlie populární, mají Duncanovy živý rozhovor v televizi. Teddy se zatím seznamuje s rodiči Spencera Paulem a Lindou a je ohromena jak sofistikovaný a klidný život vedou, na rozdíl od Duncanových, kteří žijí chaotický život. Když vidí Paul a Linda v televizi rozhovor s Duncanovými, bez vědomí, že je to rodina Teddy je začnou urážet. Teddy se za svou rodinu stydí a tak se nepřizná, že k nim patří, na nakonec se přiznává, že je Duncanová, a že je na to hrdá. Hostující hvězdy: Maurice Godin a Stacey Travis jako Paul a Linda Walshovi |           |                                |                               |                  |                                 |                    |                   |           |
| 16 | 16        | Duncan's Got Talent            | Duncanovi mají talent         | Eric Dean Seaton | Phil Baker, Drew Vaupen         | 12. září 2010      | 26. února 2011    | 115       |
| Spencer se rozhodne pomoci Teddy a nacvičí spolu tanec na školní přehlídku talentů. Když ale zjistí, jak hrozná je tanečnice, rozhodne se předstírat zranění, aby s ní nemusel tančit. Když Teddy zjistí že lhal, rozejde se s ním. Mezitím Jo přesvědčí Gabea, že mu pomůže vyhrát třídní prezidentské volby, ale místo toho záměrně sabotuje jeho kampaň a jde do voleb sama. Hostující hvězdy: G. Hannelius jako Jo |           |                                |                               |                  |                                 |                    |                   |           |
| 17 | 17        | Kwikki Chick                   | Kviky číča                    | Eric Dean Seaton | Dan Staley                      | 19. září 2010      | 5. února 2011     | 116       |
| Teddy potřebuje peníze na nový mobilní telefon a tak dostane práci jako hlídačka sousedovi psa, ale je to nechutné. PJ dá Mitchovi, jeho šéfovi v Kwikki Chikki, nápad na nový reklamní tah jak přivést více zákazníků, a očekává, že Mitch dá práci být součástí reklamy jemu, no Mitch dává práci Teddy poté, co vejde do restaurace. Poté Teddy vymyslí plán jak se nechat vyrazit a přenechat práci bratrovi, protože si ji zaslouží. Mezitím Amy zpívá píseň s Charliem na "péči o děti" no setkává se s další matkou, která se stává její konkurentkou. Gabe používá myš aby naštval Boba. Hostující hvězdy: David Arnott jako Mitch |           |                                |                               |                  |                                 |                    |                   |           |
| 18 | 18        | Charlie in Charge              | Sami doma                     | Bob Koherr       | Phil Baker, Drew Vaupen         | 17. října 2010     | 18. února 2011    | 123       |
| Gabeovi je ponechána na starosti Charlie, zatímco dělá školní práci s Jo. Mezitím se Teddy a PJ snaží přimět Emmetta jít k zubaři a Amy souhlasí s pomocí Bobovi v práci. Hostující hvězdy: G. Hannelius jako Jo |           |                                |                               |                  |                                 |                    |                   |           |
| 19 | 19        | Sleepless in Denver            | Denverští spáči               | Adam Weissman    | Jim Gerkin                      | 24. října 2010     | 5. března 2011    | 125       |
| Gabe a jeho přátelé mají přespávačku a rozhodnou se zůstat vzhůru a sledovat strašidelný film, ale později mají problémy se spaním. Mezitím, Charlie odmítá spát ve své nové posteli jako velká holka. Teddy má konkurz na školní hru. PJ má sny o tom, co se může stát, když se stane příliš tlustý. Poznámka: Charlie v tomto dílu poprvé promluví |           |                                |                               |                  |                                 |                    |                   |           |
| 20 | 20        | Girl Bites Dog                 | Pozor, zlá Charlie            | Eric Dean Seaton | Christopher Vane                | 14. listopadu 2010 | 12. března 2011   | 117       |
| Charlie kousne Spencera, protože tuší, co se s ním děje. Teddy se obává, že Charlieno kousání bude vést jejich vztah do krize, ale je ukázáno, že Charlieno tušení je správné, když se setká Teddy s jinou dívkou Spencera Skyler. Teddy se rozchází se Spencerem a má zlomené srdce. Mezitím Gabe využívá PJe tím, že ho navede k podpisu smlouvy, která říká, že má vzít Gabea kamkoliv bude chtít. Chcete-li se ho PJ zbavit, Amy předstírá, že je duch, který straší v autě, když sedí Gabe v něm. Hostující hvězdy: Samantha Boscarino jako Skylar |           |                                |                               |                  |                                 |                    |                   |           |
| 21 | 21        | Teddy's Broken Heart Club Band | Zlomené srdce                 | Adam Weissman    | Michael Fitzpatrick             | 21. listopadu 2010 | 19. března 2011   | 119       |
| Po rozchodu Teddy se Spencerem, se Teddy rozhodne se Skyler, jeho druhou dívkou setkat, a složí společně píseň, která útočí na Spencera, a chtějí ji zavěsit na síť. Spencer přichází za Teddy a řekne jí, že lituje co udělal a chce začít znovu. Mezitím se Gabe a PJ hádají o místo v pokoji, takže Gabe zůstává v domě paní Dabneyové bez toho, že o tom Dabneyová ví. Amy využívá tělocvičny, která nabízí bezplatné péče o děti, a tak může jít do lázní, přes ulici. Hostující hvězdy: Samantha Boscarino jako Skylar |           |                                |                               |                  |                                 |                    |                   |           |
| 22 | 22        | Teddy Rebounds                 | Nové známosti                 | Eric Dean Seaton | Phil Baker, Drew Vaupen         | 28. listopadu 2010 | 26. března 2011   | 120       |
| Teddy se zamiluje do nového kluka v ulici jménem Austin, s kterým je Gabe nucen spřátelit se. Teddy používá jeho náklonnost ke svému prospěchu, aby žárlil Spencer, který si již našel novou přítelkyni. Mezitím se Bob stane náhradním členem kapely PJe a Emmetta poté, co Charlie udělá jejich nejnovějšímu členovu Jimmymu špatně. Hostující hvězdy: Nathan Gamble jako Austin, Ryan Heinke jako Jimmy |           |                                |                               |                  |                                 |                    |                   |           |
| 23 | 23        | Pushing Buttons                | Tlačítka                      | Adam Weissman    | Phil Baker, Drew Vaupen         | 12. prosince 2010  | 21. května 2011   | 124       |
| Gabe obviní Charlie z otevření garážových vrat, což mu umožňuje říct, že jeho kolo bylo odcizeno, což je ale jenom záminka k tomu, aby mu jeho otec koupit nové kolo. Teddy má za úkol v dramatickém kroužku vybrat si speciální událost v její životě, kterou pak budou hrát. Teddy si vybírá den kdy Amy zjistila, že je znovu těhotná. Mezitím má Emmett novou přítelkyni Ninu z Jižní Ameriky, no zdá se, že se zamilovala do PJe. |           |                                |                               |                  |                                 |                    |                   |           |
| 24 | 24        | Snow Show, Part 1              | Ve vzduchu je láska, Část 1   | Shelley Jensen   | Erika Kaestle, Patrick McCarthy | 16. ledna 2011     | 14. května 2011   | 121       |
| Duncanovy jdou na rodinný výlet do lyžařského střediska v horách. Teddy dostane čtení od věštkyně, že se setká se svou životní lásku. Gabe zneužívá pokojovou službu, no setkává se s hotelovým poslíčkem, který skutečně býval jeho učitel, PJ potkává dvě sestry, které o něj pečují poté, co měl nehodu na snowboardu. Bob a Amy zjišťují, že nejsou ve skutečnosti vzatí protože soudce, který je vdal byl podvodník. |           |                                |                               |                  |                                 |                    |                   |           |
| 25 | 25        | Snow Show, Part 2              | Ve vzduchu je láska, Část 2   | Joel Zwick       | Christopher Vane                | 23. ledna 2011     | 14. května 2011   | 122       |
| Gabe a PJ se dostávají každý z jiného důvodu do dluhů, a tak se rozhodnou účastnit se soutěži v bruslení. Teddy se neví rozhodnout, koho si vybrat ze tří kluků, tak požádá Ivy, aby se s ní setkala na chatě, aby jí pomohla rozhodnout se. Spencer se snaží vyhrát Teddyno srdce, což má za následek jeho líbání s Teddy na vleku. Amy a Bob jsou rozhádáni po té, co se Bob nechce znovu vdát na dovolené. Teddy říká Spencerovi, že chce aby byli jen přátelé, po té co si Amy a Bob obnoví nakonec opět své sliby. |           |                                |                               |                  |                                 |                    |                   |           |
| 26 | 26        | Driving Mrs. Dabney            | Řidič paní Dabneyové          | Bob Koherr       | Dan Staley                      | 30. ledna 2011     | 14. června 2011   | 126       |
| Poté, co Bob říká Teddy, že není připravena přijmout své řidičské zkoušky, Teddy nabízí paní Dabneyové, že jí bude vozit po městě. Ona přijímá její nabídku, jezdit po městě, čím pomáhá paní Dabneyová dokončit její pochůzky. Nakonec, Teddy veze paní Dabneyovou na návštěvu její sestry na hory. Nakonec jim ale dojde palivo. Duncanovy se mezitím připravují na 16. narozeniny Teddy. PJ a Gabe jen těžko hledají dárek pro Teddy. Mezitím si Amy zamiluje psa, který následoval Gabea domů. Bob se neumí smířit s tím, že Teddy tak rychle dospěla a už řídí. |           |                                |                               |                  |                                 |                    |                   |           |